# Neue Steirische Tänze
Neue Steirische Tänze ist eine Komposition von Johann Strauss Sohn (op. 61). Sie wurde am 26. Dezember 1848 erstmals aufgeführt.